# Заклад позашкільної освіти
Заклад позашкільної освіти — складова системи позашкільної освіти, яка надає знання, формуючи вміння та навички за інтересами, забезпечує потреби особистості у творчій самореалізації та інтелектуальний, духовний і фізичний розвиток, підготовку до активної професійної та громадської діяльності, створює умови для соціального захисту та організації змістовного дозвілля відповідно до здібностей, обдарувань та стану здоров'я вихованців, учнів і слухачів. Діяльність позашкільних навчальних закладів систематично висвічується у газеті «Позашкілля».

## Типи позашкільних навчальних закладів
Перелік типів позашкільних навчальних закладів в Україні затверджено постановою Кабінету Міністрів України від 6 травня 2001 р. № 433. До переліку входять:
1. Дитячо-юнацькі спортивні школи:
  - комплексні дитячо-юнацькі спортивні школи;
  - дитячо-юнацькі спортивні школи з видів спорту;
  - дитячо-юнацькі спортивні школи для інвалідів;
  - спеціалізовані дитячо-юнацькі школи олімпійського резерву;
  - спеціалізовані дитячо-юнацькі спортивні школи для інвалідів параолімпійського резерву;
  - школи вищої спортивної майстерності.
2. Клуби:
  - військово-патріотичного виховання;
  - дитячо-юнацькі клуби моряків, річковиків, авіаторів, космонавтів, парашутистів, десантників, прикордонників, радистів, пожежників, автолюбителів, краєзнавців, туристів, етнографів, фольклористів, фізичної підготовки та інших напрямів.
3. Мала академія мистецтв (народних ремесел).
4. Мала академія наук учнівської молоді.
5. Оздоровчі заклади для дітей та молоді
  - дитячо-юнацькі табори (містечка, комплекси): оздоровчі, заміські, профільні, праці та відпочинку, санаторного типу, з денним перебуванням;
  - туристські бази.
6. Початкові спеціалізовані мистецькі навчальні заклади (школи естетичного виховання: музичні, художні, хореографічні, театральні, хорові, мистецтв та інші).
7. Центр, палац, будинок, клуб художньої творчості дітей, юнацтва та молоді, художньо-естетичної творчості учнівської молоді, дитячої та юнацької творчості, естетичного виховання.
8. Центр, будинок, клуб еколого-натуралістичної творчості учнівської молоді, станція юних натуралістів.
9. Центр, будинок, клуб науково-технічної творчості учнівської молоді, станція юних техніків.
10. Центр, будинок, клуб, бюро туризму, краєзнавства, спорту та екскурсій учнівської молоді, туристсько-краєзнавчої творчості учнівської молоді, станція юних туристів.
11. Центри: військово-патріотичного та інших напрямів позашкільної освіти.
12. Дитяча бібліотека, дитяча флотилія моряків і річковиків, дитячий парк, дитячий стадіон, дитячо-юнацька картинна галерея, дитячо-юнацька студія (хорова, театральна, музична, фольклорна тощо), кімната школяра, курси, студії, школи мистецтв, освітньо-культурні центри національних меншин.